# Hugo Hofstetter
Hugo Hofstetter (Altkirch, 13 februari 1994) is een Frans wielrenner die vanaf 2024 voor Israel-Premier Tech uitkomt.

## Carrière
In 2015 werd Hofstetter derde in de beloftenversie van Parijs-Roubaix. Twee weken later won hij de tweede etappe in de Tour de l'Eure et Loire, die inmiddels geen UCI-koers meer was. Mede vanwege deze resultaten mocht hij per 1 augustus stage lopen bij Cofidis. Tijdens deze stageperiode werd hij Frans beloftenkampioen op de weg.
In 2016 werd Hofstetter prof bij de ploeg waar hij in 2015 stage liep. Zijn eerste wedstrijdkilometers maakte hij in de Trofeo Felanitx-Ses Salines-Campos-Porreres, die deel uitmaakt van de Challenge Mallorca, hij eindigde op de elfde plek. Later dat jaar werd hij onder meer negende in de Classic Loire-Atlantique, zevende in La Roue Tourangelle en elfde in Dwars door het Hageland. Zijn eerste profseizoen sloot hij af met een negentiende plaats op het WK op de weg bij de beloften.
Het seizoen 2017 begon voor Hofstetter met de Ster van Bessèges, waar een twintigste plek in de tweede etappe zijn beste klassering was. Na onder meer een derde plaats in de derde etappe van de Ruta del Sol en in de Classic Loire-Atlantique nam hij deel aan de Ronde van Vlaanderen en Parijs-Roubaix, die hij beide niet uitreed. In mei sprintte hij naar de vijfde plaats in de Grote Prijs van de Somme.
In 2018 boekte Hofstetter zijn eerste profzege toen hij openingsetappe van de Ronde van de Ain op zijn naam schreef. In 2020 won hij Le Samyn.

## Overwinningen
2015
 Frans kampioen op de weg, Beloften
2018
1e etappe Ronde van de Ain
Eindklassement Coupe de France
2020
Le Samyn
2022
Tro Bro Léon

### Resultaten in voornaamste wedstrijden
| Jaar | Ronde van Italië | Ronde van Frankrijk | Ronde van Spanje |
| ---- | ---------------- | ------------------- | ---------------- |
| 2016 |                  |                     |                  |
| 2017 |                  |                     |                  |
| 2018 |                  |                     |                  |
| 2019 |                  |                     |                  |
| 2020 |                  | 115e                |                  |
| 2021 |                  |                     |                  |
| 2022 |                  | 82e                 |                  |
| 2023 |                  |                     | 111e             |
| 2024 | 126e             |                     |                  |
| 2025 |                  |                     |                  |

| Jaar | Milaan-San Remo | Gent-Wevelgem | Ronde van Vlaanderen | Parijs-Roubaix | Amstel Gold Race | Eschborn-Frankfurt | Kuurne-Brussel-Kuurne | Le Samyn |  | Wereldranglijsten |
| ---- | --------------- | ------------- | -------------------- | -------------- | ---------------- | ------------------ | --------------------- | -------- |  | ----------------- |
| 2016 |                 | opgave        |                      | 116e           |                  |                    |                       | opgave   |  |                   |
| 2017 |                 | 36e           | opgave               | opgave         |                  |                    |                       | 11e      |  |                   |
| 2018 |                 |               |                      | 79e            |                  |                    | 88e                   | 23e      |  | 57e (UWR)         |
| 2019 |                 |               |                      | 19e            |                  | 5e                 | 11e                   | 23e      |  | 97e (UWR)         |
| 2020 |                 | 24e           | opgave               |                |                  |                    | 6e                    | ↑        |  |                   |
| 2021 | 67e             | 45e           | 24e                  | opgave         | 110e             |                    | 60e                   | 5e       |  |                   |
| 2022 |                 |               |                      |                |                  |                    | ↑                     | ↑        |  |                   |
| 2023 |                 |               | 86e                  | 78e            |                  |                    |                       | ↑        |  |                   |
| 2024 |                 | opgave        |                      | 79e            |                  |                    | 29e                   | 12e      |  |                   |
| 2025 |                 | 5e            |                      | 47e            |                  |                    | ↑                     | 7e       |  |                   |

### Resultaten in kleinere rondes
| Jaar | Tour Down Under | Parijs-Nice | Tirreno-Adriatico | Ronde van Catalonië | Critérium du Dauphiné | Ronde van Zwitserland | Ronde van Polen | Benelux Tour |
| ---- | --------------- | ----------- | ----------------- | ------------------- | --------------------- | --------------------- | --------------- | ------------ |
| 2016 |                 |             |                   |                     |                       |                       |                 | opgave       |
| 2017 |                 |             |                   |                     |                       |                       |                 |              |
| 2018 |                 |             |                   |                     |                       |                       |                 |              |
| 2019 |                 |             |                   | opgave              |                       |                       |                 |              |
| 2020 |                 | opgave      |                   |                     | 93e                   |                       |                 |              |
| 2021 |                 |             | 67e               |                     |                       | 93e                   | 87e             |              |
| 2022 |                 |             |                   | opgave              |                       |                       |                 |              |
| 2023 | 87e             |             |                   | opgave              | opgave                |                       |                 |              |
| 2024 |                 | opgave      |                   |                     |                       |                       |                 |              |

## Ploegen
- 2015 –  Cofidis, Solutions Crédits (stagiair vanaf 1 augustus)
- 2016 –  Cofidis, Solutions Crédits
- 2017 –  Cofidis, Solutions Crédits
- 2018 –  Cofidis, Solutions Crédits
- 2019 –  Cofidis, Solutions Crédits
- 2020 –  Israel Start-Up Nation
- 2021 –  Israel Start-Up Nation
- 2022 –  Arkéa-Samsic
- 2023 –  Arkéa-Samsic
- 2024 –  Israel-Premier Tech
- 2025 –  Israel-Premier Tech

Ahlstrand · Bagot · N.Bouhanni · Chainel · Chetout · Edet · Hardy · Jõeäär · Laporte · Lemoine · Maté · Molard · Navarro · Petit · Rollin · Rossetto · Sénéchal · Simon · Soupe · Turgis · Van Staeyen · Vanbilsen · Venturini · Verhelst · Zingle · R.Bouhanni (stagiair) · Hofstetter (stagiair) · San Sebastián (stagiair)
Ahlstrand · Bagot · N.Bouhanni · R.Bouhanni · Božič · Chetout · Cousin · Edet · Hardy · Hofstetter · Jeannesson · Jõeäär · Laporte · Lemoine · Maté · Molard · Navarro · Perez · Rossetto · Sénéchal · Simon · Soupe · Turgis · Van Staeyen · Vanbilsen · Venturini · Godon (stagiair) · Le Turnier (stagiair)
Bagot · Bonnafond · N. Bouhanni · R. Bouhanni · Chetout · Claeys · Cousin · Edet · Godon · Hofstetter · Laporte · Le Turnier · Lemoine · Maté · Navarro · Perez · Rossetto · Sénéchal · Simon · Soupe · A. Turgis · J. Turgis · Van Genechten · Van Staeyen · Vanbilsen · Venturini · Barceló (stagiair) · Lafay (stagiair) · T. Turgis (stagiair)
Bonnafond · N. Bouhanni · R. Bouhanni · Chetout · Claeys · Edet · Godon · Jesús Herrada · José Herrada · Hofstetter · Lafay · Laporte · Le Turnier · Lemoine · Maté · Navarro · Perez · Rossetto · Simon · Soupe · Teklehaimanot · A. Turgis · J. Turgis · Van Lerberghe · Van Staeyen · Vanbilsen · Morin (stagiair) · Puppio (stagiair) · Skaarseth (stagiair)
Atapuma · Berhane · N. Bouhanni · R. Bouhanni · Chetout · Claeys · Edet · Fortin · Hansen · Jesús Herrada · José Herrada · Hofstetter · Lafay · Laporte · Le Turnier · Lemoine · Maté · Mathis · Morin · Perez · Périchon · Rossetto · Simon · Soupe · Touzé · Van Lerberghe · Vanbilsen · Waeytens · Finé (stagiair) · Leyder (stagiair) · Viviani (stagiair)
Badilatti · Barbier · Biermans · Boivin · Brändle · Cataford · Cimolai · Dowsett · Einhorn · Goldstein · Greipel · Hermans · Hofstetter · Hollenstein · Martin · McCabe · Navarro · Neilands · Niv · Piccoli · Politt · Räim · Renard · Sagiv · Schelling · Sutherland · Vahtra · Van Asbroeck · Würtz Schmidt · Zabel
Barbier · Berwick · Bevin · Biermans · Boivin · Brändle · Cataford · Cimolai · De Marchi · Dowsett · Einhorn · Froome · Goldstein · Greipel · Hagen · Hermans · Hofstetter · Hollenstein · Impey · Jones vanaf 1 juli · Martin · Neilands · Niv · Piccoli · Renard · Sagiv · Vahtra · Van Asbroeck · Vanmarcke · Woods · Würtz Schmidt · Zabel
Anacona · Barguil · Barré (vanaf 1/8) · Bouet · Bouhanni · Capiot · Declercq · Delaplace · Edet · Flórez · Gesbert · Grondin · Guernalec · Guglielmi · Hardy · Hofstetter · Ledanois · Louvel · McLay · Noppe · Owsian · Pajur · Pichon · D. Quintana · N. Quintana · Ries · Riou · Russo · Swift · Vauquelin · Verre · Clynhens (stagiair) · Costiou (stagiair) · Thierry (stagiair)
Barguil · Barré · Biermans · Bouet · Bouhanni · Capiot · Champoussin · Costiou · Dekker · Delaplace · Démare (vanf 1/8) · Edet · Gesbert · Grondin · Guernalec · Guglielmi · Hofstetter · Le Berre · Ledanois · Louvel · McLay · Mozzato · Owsian · Pichon · Ponomar (tot 31/7) · Ries · Riou · Rodríguez · Russo · Vauquelin · Verre · Dauphin (stagiair) · Gillet (stagiair) · Tjøtta (stagiair)
Ackermann · Bennett · Blackmore (vanaf 3/5) · Boivin · Clarke · Einhorn · Frigo · Froome · Fuglsang · Gee · Hofstetter · Hollyman · Houle · Kogut · Neilands · Pickrell · Raisberg · Riccitello · Sagiv · Schultz · Schwarzmann · Sheehan · Stewart · Strong · Teuns · Van Asbroeck · Vernon · Williams · Woods · Würtz Schmidt · Zabel (tot 2/5) · Brown (stagiair)